# Ревир, Пол
Пол Реви́р (англ. Paul Revere, 1734—1818) — американский ремесленник, серебряных дел мастер во втором поколении, ювелир, гравировщик, промышленник и патриот. Один из самых прославленных героев Американской революции.

## Молодость
Пол родился в Бостоне 21 декабря 1734 года, по действовавшему тогда юлианскому календарю (то есть 1 января 1735 года по новому стилю). Был потомком французских гугенотов, бежавших от насилий и притеснений Людовика XIV.
Отец Пола, Аполлос Ривуар (Rivoire) (1702—1754), приехал в Бостон в 13-летнем возрасте, был отдан в ученики к известному тогда ювелиру Джону Кони, впоследствии стал хозяином ювелирной (серебряных дел) лавки и женился на происходившей из состоятельной семьи местной уроженке Деборе Хитчборн. Ремеслу, впрочем, Пол научился именно у отца; в 13 лет он бросил школу и стал подмастерьем Ривуара. Став неплохим ювелиром по серебру, Пол обзавёлся целым рядом полезнейших связей по всему бостонскому обществу. Пол был третьим из 12 детей этой семьи, но в конечном итоге остался старшим.
Несмотря на французское происхождение и старшинство, Пол так и не выучился говорить по-французски и стал членом Англиканской церкви. Измена кальвинизму привела его к конфликту с отцом, однажды дошедшему до драки. Однако, в конечном итоге, Пол вернулся в лоно Кальвинистской церкви. Аполлос Ривуар умер, когда Полу было 19 лет и он ещё не мог, как несовершеннолетний, вступить во владение отцовской лавкой.
В 1756 году, с началом так называемой «франко-индейской войны» (американский эпизод Семилетней войны), Пол Ревир вступил в провинциальную армию (как полагают, из-за высокого жалованья) в чине второго лейтенанта артиллерийского полка. Вскоре, однако, он вернулся в Бостон, вступил во владение лавкой и затем женился на Саре Орн. После Семилетней войны и Акта о гербовом сборе 1765-го дела Ревира пошли под гору. Одним из его клиентов был местный врач и оппозиционный лидер Джозеф Уоррен, с которым у Ревира завязалась тесная дружба. Именно Уоррен привлёк Ревира в оппозиционную деятельность, а равно, как полагают, и в ряды местной масонской ложи.
Ревир не был совсем уж видным деятелем оппозиции и не участвовал в ряде наиболее громких её акций, однако в целом для движения сделал изрядно; так, он несколько раз делал гравюры на политические темы. Известно, что Ревир и Уоррен в своё время организовали дозор, призванный не допустить выгрузку в Дармуте (Dartmouth) прибывшего из Британии чая; позже Ревир стал одним из лидеров «Бостонского чаепития».

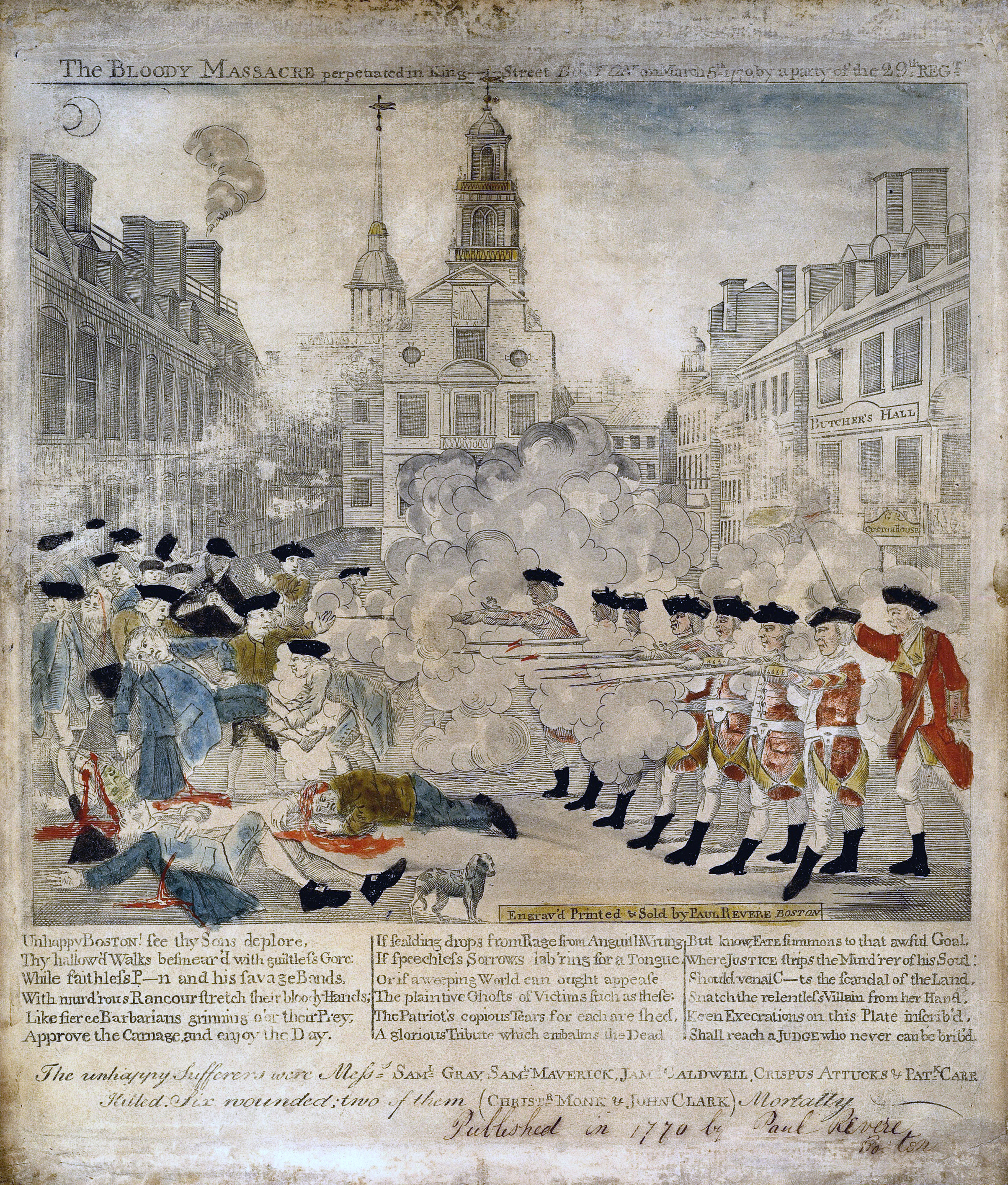
Гравюра Ревира: «Кровавая резня, устроенная на Кинг Стрит в Бостоне 5 марта 1770 года»

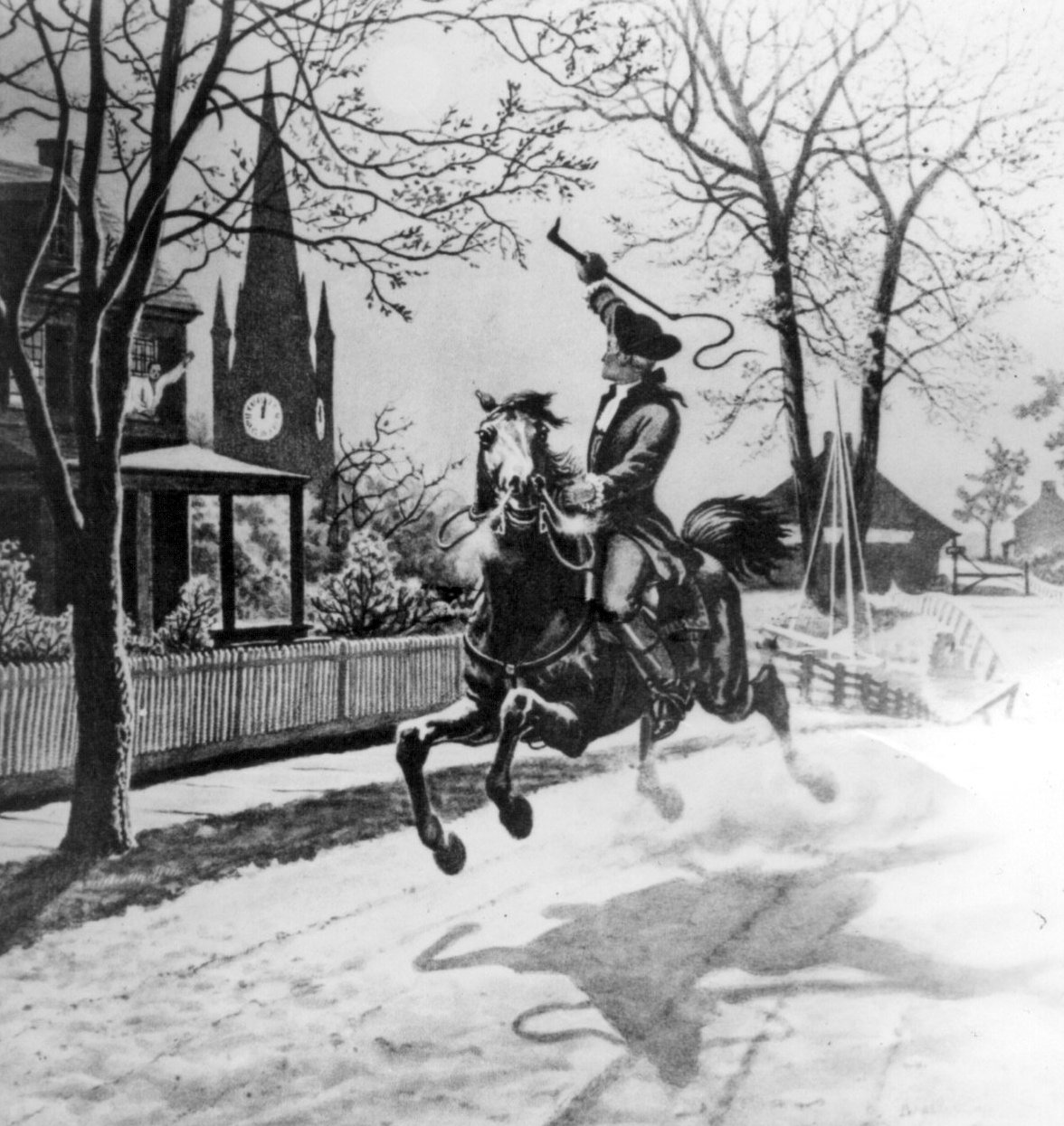
«Скачка Пола Ревира». Рисунок середины XX века

## «Скачка Пола Ревира»

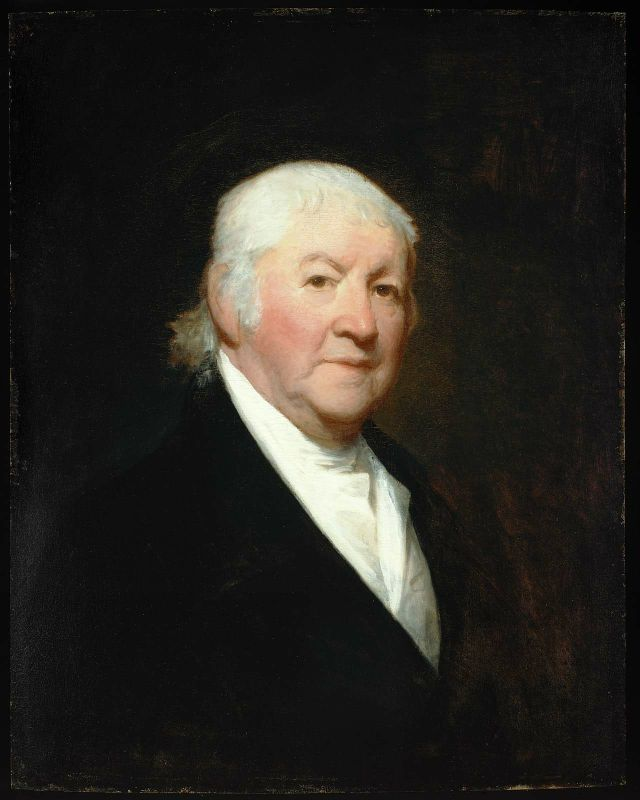
Гилберт Стюарт. Портрет Пола Ревира, 1813 год

В ночь с 18 на 19 апреля 1775 года, накануне сражений при Лексингтоне и Конкорде, Ревир верхом проскакал к позициям повстанцев, чтобы предупредить их о приближении британских контингентов. 18 апреля 1775-го Джозеф Уоррен сообщил Ревиру и Уильяму Доувсу о том, что королевские войска грузятся на суда и собираются выплывать из Бостона на Кембридж и дорогу на Лексингтон и Конкорд. Есть недоказанная версия, согласно которой их информатором выступила жена губернатора, Маргарет Гейдж, которая родилась в Нью-Джерси и сочувствовала делу патриотов, а также дружила с Уорреном. Уоррен считал, что британцы могут напасть на Лексингтон, пленив лидеров местных колонистов, Сэмюэла Адамса и Джона Хэнкока. Британский парламент должен был арестовать Адамса и Хэнкока, так как им вменялся шпионаж. Полиция, действующая в тот момент в колониях, не смогла арестовать мятежников, и письмо об этом было направлено в Англию, где уже принимались меры по скорейшему задержанию лидеров колонистов. Конкорд, по мнению Пола, был вне опасности. Ранее Ревир уже договорился с дьяком одной из местных церквей о сигнале для колонистов: один фонарь на шпиле должен был значить, что британцы идут по земле, два же предупреждали об атаке по реке. Новости, однако, предстояло ещё довезти. Затем он на лодке пересёк устье реки Чарльз, проскользнул мимо британского корабля HMS Somerset, высадился в Чарльстоне и отправился в Лексингтон. Чудом избежав столкновения с британцами, Ревир проехал Сомервилл, Медфорд и Арлингтон, везде предупреждая знакомых патриотов; те, в свою очередь, разносили послание дальше.

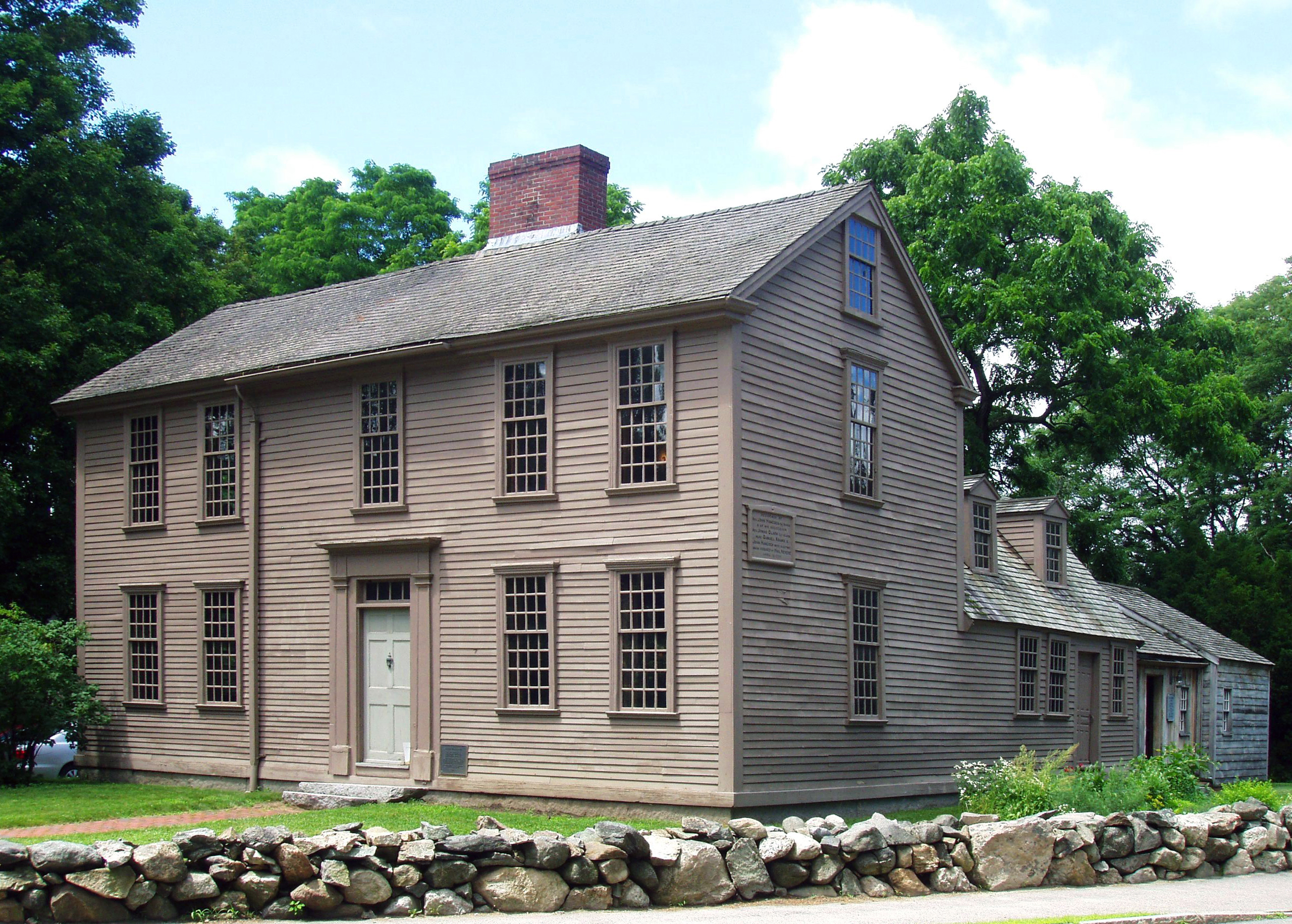
Дом Хэнкока в Лексингтоне

В полночь он прибыл в Лексингтон, где нашёл Адамса и Хэнкока в доме Хэнкока. Дом охраняли 8 ополченцев под командованием сержанта Уильяма Манро, который попросил Ревира не шуметь, потому что все уже спят. «Шуметь? — воскликнул Ревир. — Скоро тут будет достаточно шума. Регуляры идут!».
Вместе Ревир, Адамс и Хэнкок решили, что британский отряд, выделенный для экспедиции, больше, чем нужно для ареста двух человек, и поэтому его целью, вероятно, является Конкорд. Лексингтонцы отправили гонцов в прилегающие города, а Ревир, Доувс и конкордец Сэмюэл Прескотт отправились в Конкорд. Проезжая Линкольн, они наткнулись на британский патруль под командованием майора Митчелла; за пару часов до этого фермер Джозайя Нельсон спутал патруль с колонистами, и после своего вопроса «Вы знаете, когда придут регулярные войска?» получил удар палашом по голове, возможно, от самого майора Митчелла. История целый век не публиковалась, так как считалась не более чем семейным мифом.
Прескотт и Доувс сумели оторваться от преследования (хотя Доувс позже упал с коня и гонку не закончил), Ревир же был арестован. Впрочем, это ситуацию изменить уже не могло. «Рейд Ревира» (а также Доувса и Прескотта) запустил систему предупреждения, которая была тщательно разработана за несколько месяцев до этих событий, ещё после «Порохового инцидента». Эта система была улучшенной версией более ранней системы, существовавшей в колонии для экстренных случаев. Колонисты время от времени использовали её во время конфликтов с индейцами, но забросили после войны с французами и индейцами. Были использованы гонцы, колокольный звон, барабаны, сигнальные выстрелы, сигнальные огни, и в результате известие о приближении пятисот британцев стремительно распространилось по селениям восточного Массачусетса. Система действовала так эффективно, что селения в 40 километрах от Бостона были в курсе о выдвижении англичан, когда они только выгружались из лодок в Кэмбридже. Эта система позволила колонистам быстро собрать необходимое число ополченцев и именно благодаря ей они в тот день сумели победить британский отряд.

## Дальнейшее участие в Войне за независимость
Поскольку Бостон был осаждён, Ревир не смог вернуться туда. Он попытался вступить в Континентальную армию, но не был принят, и был оставлен при провинциальном Конгрессе в качестве курьера. Кроме того, он гравировал ассигнации Массачусетса. В 1775 году Ревир, по поручению Конгресса, ознакомившись с работой порохового завода в Филадельфии, налаживает производство пороха для армии в Массачусетсе (завод в Стоутоне). В том же году в битве при Банкер-Хилле гибнет Уоррен. 10 месяцев спустя Ревир оказывает своему другу последнюю услугу: он помогает братьям Уоррена опознать его тело из двух тел, извлечённых из безымянной братской могилы, по вставному зубу, который ставил сам Ревир. По возвращении в освобождённый от осады Бостон в 1776 году, Ревир вступает в чине майора в массачусетскую милицию, поначалу в пехоту, но быстро переходит в артиллерию. Он командовал американской артиллерией в июне 1779 года во время неудачной экспедиции на Пенобскот. Враги, которых он нажил немало во время своей предыдущей службы, выдвинули против него ряд обвинений в связи с его действиями в этой экспедиции, и Ревиру было предложено подать в отставку. Он требовал, однако, назначения над собой военного суда, но добился этого лишь в 1782 году; суд оправдал его.

## После войны
Оказавшись вне армии, Ревир расширяет своё ювелирное предприятие (установив, в частности, прокатную машину), а также пытается (впрочем, без особого успеха) заниматься торговлей. Попутно освоив ещё целый ряд металлов — в частности, железо, сталь и чугун, в 1788 году он вкладывает капитал в строительство завода по производству серебра, затем открывает недалеко от своего дома в Бостоне чугунолитейный завод, изготовлявший бытовые предметы из чугуна, а с 1792 года становится одним из самых известных в Америке производителей колоколов. Расширяя литейное производство, он начинает также изготовлять пушки, а в 1801 году открывает один из первых в Америке меднопрокатных заводов. В политике он примкнул к Александру Гамильтону и стал ярым федералистом, выступая за сильное центральное правительство.
Медный завод, основанный Ревиром в 1801 году, работает и поныне как медная компания «Revere Copper Company», с филиалами в Риме (штат Нью-Йорк) и Нью-Бедфорде (штат Массачусетс).

## Семья

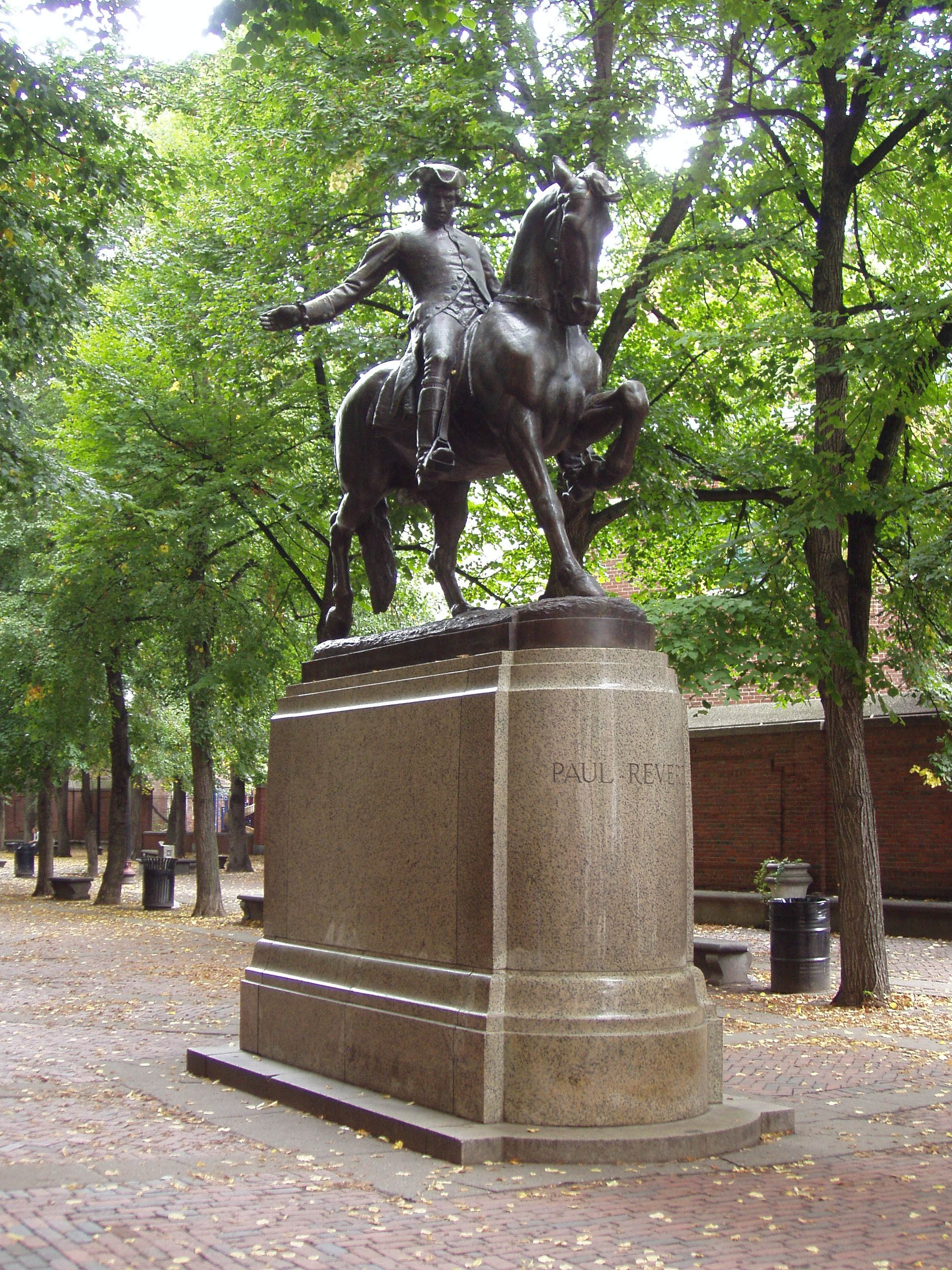
Памятник Полу Ревиру в районе North End в Бостоне, создан Сайрусом Даллином, открыт 22 сентября 1940

4 августа 1757-го Ревир женился на Саре Орн (Sarah Orne); позже у них родилось 8 детей, однако 2 умерли в детстве, и лишь одному (дочери Мэри) удалось пережить самого Пола. Сара умерла в 1773 году, 10 октября того же года Ревир женился на Рашели Уокер. У них также было восемь детей, трое из которых умерли молодыми. После смерти Пола Ревира главой семейного бизнеса стал его старший из оставшихся в живых сыновей, Джозеф Уоррен Ревир.

## Пол Ревир и Сара Пейлин
В июне 2011 года в ходе своего тура по северо-восточному побережью США Сара Пейлин посетила дом-музей Пола Ревира, и на вопрос журналистов о том, что она вынесла из поездки, политик рассказала историю о скачке Ревира, перепутав многие факты. По её версии, Ревир сообщил британцам о том, что они не смогут победить в грядущей войне с колониями.
Пресса уличила её в незнании истории родной страны, хотя она продолжала настаивать на правильности своей концепции. Но в это время её сторонники начали редактировать статью о Ревире в английском разделе «Википедии» в сторону версии Пейлин.
Данное событие вызвало настоящую войну правок, а также увеличило рост обращений к статье о герое американской революции, достигнувших 140 000 за один день. Администрации «Википедии» пришлось временно заблокировать доступ к данной странице, а потом установить защиту от незарегистрированных пользователей.